# クレイグ・ロビンソン
クレイグ・ロビンソン（Craig Robinson, 1971年10月25日 - ）は、アメリカ合衆国のコメディアン、俳優、ミュージシャン。

## 来歴
1971年、イリノイ州シカゴ生まれ。母親は音楽教師で、父親は企業弁護士だった。地元の大学を卒業後は、小学校で音楽教師として勤務していた。後に、スタンダップコメディアンとしてキャリアをスタートさせ、シカゴを拠点とする即興コメディ劇団のセカンド・シティへ所属。2005年初頭に、アメリカ版の人気コメディシリーズの『ジ・オフィス』へ出演。同作品で知名度を一気に上げ、それ以外の様々なシットコムやコメディ番組、への出演を果たした。それ以外にはロックバンドレッド・ホット・チリ・ペッパーズの『Hump de Bump』のミュージック・ビデオへも出演している。最近では映画の出演数も増やしており、中でも同じく若手コメディ俳優として知られるセス・ローゲンらとの共演作が多い。2007年にはSFアクションで『D-WARS ディー・ウォーズ』というタイトルの韓国映画へも出演した。
同じくコメディアンのジェリー・マイナーと共にL. Witherspoon & Chuckyというミュージック・デュオも組んでおり、ロビンソンはキーボードとバック・シンガーを担当。同デュオではコメディ・セントラルやジミー・キンメルが司会を務める深夜トークショー『ジミー・キンメル・ライブ!』などへも出演した。

## 出演作品

### 映画
| 年   | 題名                                                                          | 役名                           | 備考       |
| ---- | ----------------------------------------------------------------------------- | ------------------------------ | ---------- |
| 2007 | D-WARS ディー・ウォーズ D-War                                                 | ブルース                       |            |
| 2007 | 無ケーカクの命中男/ノックトアップ Knocked Up                                  | クラブのドアマン               | カメオ出演 |
| 2007 | ウォーク・ハード ロックへの階段 Walk Hard: The Dewey Cox Story                | ボビー・シャド                 |            |
| 2008 | スモーキング・ハイ Pineapple Express                                          | マシソン                       |            |
| 2008 | 恋するポルノ・グラフィティ Zack and Miri Make a Porno                         | デラニー                       |            |
| 2009 | ファンボーイズ Fanboys                                                        | スカイウォーカー・ランチの護衛 |            |
| 2009 | お願い!プレイメイト Miss March                                                | フィル                         |            |
| 2009 | ナイト ミュージアム2 Night at the Museum: Battle of the Smithsonian           | 黒人パイロット                 | カメオ出演 |
| 2009 | 迷ディーラー!?ピンチの後にチャンスなし The Goods: Live Hard, Sell Hard        | DJリクエスト                   |            |
| 2009 | 恋する履歴書 Post Grad                                                        | 葬儀屋                         |            |
| 2010 | シュレック フォーエバー Shrek Forever After                                   | クッキー                       | 声の出演   |
| 2010 | オフロでGO!!!!! タイムマシンはジェット式 Hot Tub Time Machine                 | ニック・ウェバー=アグニュー    |            |
| 2013 | スペースガーディアン Escape from Planet Earth                                 | ドク                           | 声の出演   |
| 2013 | タイラー・ペリーのピープルズ家の婿入り修行 Peeples                            | ウェイド・ウォーカー           |            |
| 2013 | ディス・イズ・ジ・エンド 俺たちハリウッドスターの最凶最期の日 This Is the End | クレイグ・ロビンソン           |            |
| 2013 | パーシー・ジャクソンとオリンポスの神々/魔の海 Percy Jackson: Sea of Monsters  | ジョージ                       | 声の出演   |
| 2013 | エンド・オブ・ザ・アース Rapture-Palooza                                      | アール・ガンディ               |            |
| 2014 | ジェームス・ブラウン 最高の魂を持つ男 Get on Up                               | メイシオ・パーカー             |            |
| 2015 | オフロでGO!!!!! タイムマシンはジェット式2 Hot Tub Time Machine 2              | ニック・ウェバー               |            |
| 2016 | ソーセージ・パーティー Sausage Party                                          | ミスター・グリッツ             | 声の出演   |
| 2017 | ウェディング・テーブル Table 19                                               | ジェリー・ケップ               |            |
| 2019 | ルディ・レイ・ムーア Dolemite Is My Name                                      | ベン・テイラー                 |            |
| 2020 | ドクター・ドリトル Dolittle                                                   | ケヴィン                       | 声の出演   |
| 2020 | 名探偵ティミー Timmy Failure: Mistakes Were Made                              | ミスター・ジェンキンス         |            |
| 2020 | ソングバード Songbird                                                         | レスター                       |            |
| 2022 | バッドガイズ The Bad Guys                                                     | ミスター・シャーク             | 声の出演   |
| 2025 | The Bad Guys 2                                                                | ミスター・シャーク             | 声の出演   |

### テレビ
| 年        | 題名                                                 | 役名                                  | 備考                                                    |
| --------- | ---------------------------------------------------- | ------------------------------------- | ------------------------------------------------------- |
| 2004      | LAX                                                  | ウェイン                              | 第4話「遥かなる祖国」                                   |
| 2004      | フレンズ Friends                                     | クラーク                              | 第10シーズン第14話「レイチェルの華麗なる転身」          |
| 2005      | アレステッド・ディベロプメント Arrested Development  | スタジオ警備員1                       | 第2シーズン第7話「ジョブ、ライバル会社に就職!?」        |
| 2005      | ラリーのミッドライフ★クライシス Curb Your Enthusiasm | 付添人1                               | 第5シーズン第10話「天国でトラブル」                     |
| 2005-2013 | ジ・オフィス The Office                              | ダリル・フィルビン / ジャクソン大統領 | シーズン1 - 3: ゲスト シーズン4 - 9: メイン 計119話出演 |
| 2009-2013 | ザ・クリーヴランド・ショー The Cleveland Show        | レヴァー・ブラウン                    | 声の出演 計17話出演                                     |
| 2014-2021 | ブルックリン・ナイン-ナイン Brooklyn Nine-Nine       | ダグ・ジュディ                        | 計9話出演                                               |
| 2015      | Mr. Robinson                                         | クレイグ・ロビンソン                  | 計6話出演 兼製作                                        |
| 2016      | MR. ROBOT/ミスター・ロボット Mr. Robot               | レイ                                  | 計7話出演                                               |
| 2017-2018 | Ghosted                                              | リロイ・ライト                        | 計16話出演 兼製作総指揮                                 |
| 2020      | The Masked Dancer                                    | ホスト                                |                                                         |